# سیلوا زورلوا
سیلوا زورلوا (انگلیسی: Silva Zurleva; زاده ۲۶ فوریهٔ ۱۹۵۸ – درگذشته ۱ ژانویهٔ ۲۰۲۰) روزنامه‌نگار اهل بلغارستان بود. سیلوا با نشان طلا از دانشگاه صوفیه در رشته فلسفه و زبان و ادبیات یونان مدرن فارغ‌التحصیل شد. او در تلویزیون ملی بلغارستان به عنوان سردبیر مشغول به کار بود. وی ۱ ژانویه ۲۰۲۰ بر اثر حمله قلبی در خانه خود درگذشت.